# Crepidopterus seyrigi
Crepidopterus seyrigi – gatunek chrząszcza z rodziny biegaczowatych, podrodziny Scritinae i plemienia Scaritini.

## Występowanie
Gatunek ten jest endemitem Madagaskaru, gdzie jest bardzo rzadkim chrząszczem znanym jedynie z kilku okazów z gór Kalambatritra.